# Réseau interurbain de la Guadeloupe
Le conseil régional de Guadeloupe organise un service de transport interurbain entre les principales communes de Grande-Terre et Basse-Terre.

## Liste des lignes
| Ligne | Parcours                                        |
| ----- | ----------------------------------------------- |
| L101  | Le Moule - Pointe-à-Pitre                       |
| L102  | Anse-Bertrand - Pointe-à-Pitre (par Port-Louis) |
| L103  | Deshaies - Pointe-à-Pitre (par Sainte-Rose)     |
| L104  | Sainte-Rose - Pointe-à-Pitre                    |
| L105  | Basse-Terre - Pointe-à-Pitre                    |
| L106  | Capesterre-Belle-Eau - Pointe-à-Pitre           |
| L111  | Saint-François - Pointe-à-Pitre (par Le Moule)  |
| L112  | Anse-Bertrand - Pointe-à-Pitre (par Pelletan)   |
| L113  | Deshaies - Basse-Terre (par Barbotteau)         |
| L115  | Pointe-Noire - Pointe-à-Pitre                   |